# Lista över ryska fältmarskalkar
Detta är en lista över ryska fältmarskalkar.
- Charles Eugène de Croy (1651–1703), fältmarskalk 1700
- Fjodor Golovin (1650–1706) fältmarskalk 1700
- Boris Sjeremetiev (1652–1719) fältmarskalk 1702
- George Ogilvie  (1644–1710) fältmarskalk 1704
- Aleksandr Mensjikov (1673–1729, fältmarskalk 1709
- Michail Golitsyn (1675–1730) fältmarskalk 1724
- Anikita Ivanovitj Repnin (1668v1726) fältmarskalk 1725
- Jan Kazimierz Sapieha (1675–1730) fältmarskalk 1726
- Jakov Bruce (1670–1735) fältmarskalk 1726
- Vassilij Dolgorukij (1667–1746) fältmarskalk 1727
- Ivan Trubetskoj (1667–1750) fältmarskalk 1728
- Burkhard Christoph von Münnich (1683–1767) fältmarskalk 1732
- Peter von Lacy (1678–1751)  fältmarskalk 1736
- Aleksander Buturlin (1694–1767) fältmarskalk 1756
- Aleksej Razumovskij (1709–71) fältmarskalk 1756
- Stepan Apraksin (1702–58) fältmarskalk 1757
- Pjotr Saltykov (1698–1772) fältmarskalk 1759
- Aleksander Sjuvalov (1710–71) fältmarskalk 1761
- George Brown (1698–1792) fältmarskalk 1761
- Pjotr Sjuvalov (1711–62) fältmarskalk 1761
- Aleksej Bestusjev-Rjumin (1693–1766) fältmarskalk 1762
- Nikita Trubetskoj (1699–1767) fältmarskalk 1762
- Grigorij von Lieven fältmarskalk 1762
- Kirill Razumovskij (1728–1803) fältmarskalk 1764
- Aleksander Golitsyn  (1718–83) fältmarskalk 1769
- Pjotr Aleksandrovitj Rumjantsev (1725–1796) fältmarskalk 1770
- Zackarij Tjernysjev (1722–84) fältmarskalk 1773
- Grigorij Potemkin (1739–91) fältmarskalk 1784
- Charles Joseph de Ligne (1735–1814) fältmarskalk 1787
- Aleksandr Suvorov (1729–1800) fältmarskalk 1794
- Nikolaj Saltykov  (1736–1816) fältmarskalk 1796
- Ivan Saltykov (1730–1805) fältmarskalk 1796
- Aleksander Prozorovskij (1732–1809) fältmarskalk 1796
- Nikolaj Repnin (1734–1801) fältmarskalk 1796
- Michail Kamenskij (1738–1809) fältmarskalk 1797
- Ivan Tjernysjev (1726–97 fältmarskalk 1796
- Ivan Gudovitj (1741–1820) fältmarskalk 1807
- Michail Kutuzov (1745–1813), fältmarskalk 1812
- Michail Barclay de Tolly (1761–1818) fältmarskalk 1814
- Arthur Wellesley (1769–1852) fältmarskalk 1815
- Ludwig Adolf Peter von Sayn und Wittgenstein (1769–1843), fältmarskalk 1823
- Fabian von Osten-Sacken (1752–1837) fältmarskalk 1826
- Ivan Dibitj (1785–1831) fältmarskalk 1829
- Ivan Paskevitj (1782–1856) fältmarskalk 1829
- Joseph Radetzky von Radetz (1766–1858) fältmarskalk 1836
- Pjotr Volkonskij (1776–1852) fältmarskalk 1850
- Michail Vorontsov  (1782–1856) fältmarskalk 1856
- Aleksander Barjatinskij (1815–79) fältmarskalk 1859
- Friedrich Wilhelm Rembert von Berg (1793–1874) fältmarskalk 1866
- Helmuth von Moltke (1800–91) fältmarskalk 1871
- Josif Gurko (1828–1901) fältmarskalk 1894
- Dmitrij Miljutin (1816–1912) fältmarskalk 1898